# Saint Jérôme pénitent (Dürer)
Saint Jérôme pénitent est un tableau d'Albrecht Dürer. Il s'agit d'une peinture à l'huile sur bois de poirier réalisée en 1496.

## Description
Jérôme de Stridon, traducteur de la Bible, est en pénitence dans le désert accompagné du lion dont il a retiré une épine du pied.

## Histoire
Une copie se trouve à Cologne au Wallraf-Richartz-Museum. 

## Verso du tableau

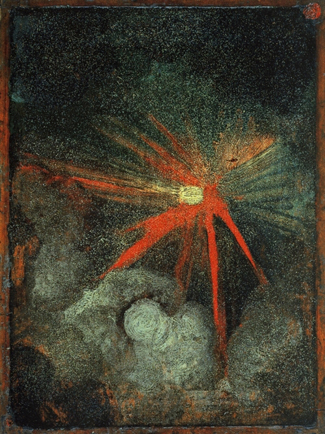
Verso du tableau

Sur le dos de son tableau, Dürer a peint en 1494, ou en 1497 une explosion d'un objet céleste. Cela pourrait être une référence à la météorite d'Ensisheim tombée le 7 novembre 1492, que Dürer a probablement vue et entendue, alors qu'il résidait à Bâle, à environ 40 km à vol d'oiseau.